# لورتا ابلس سویر
لورتا ابلس سویر (انگلیسی: Loretta Ables Sayre؛ زادهٔ ۱ آوریل ۱۹۵۸) یک هنرپیشه، و خواننده اهل ایالات متحده آمریکا است.